# Park Chul-soo
Dans ce nom coréen, le nom de famille, Park, précède le nom personnel.
Park Chul-soo est un réalisateur, scénariste et producteur sud-coréen, né le 20 novembre 1948 à Daegu et mort le 19 février 2013 à Yongin.

## Filmographie
- 1995 : Samgong-il samgong-i
- 1996 : Haksaeng bukgun shinwi
- 2000 : Bongja
- 2005 : Noksaekuija